# Nicolas Grimal
Nicolas Grimal (Libourne, 13 de novembro de 1948) é um egiptólogo francês.

## Biografia
Nicolas Grimal é filho de Pierre Grimal. Após os os competitivos exames (externos e internos) de letras clássicas na França, para ser professor, prosseguiu os estudos em egiptologia Obteve o seu Ph.D. em 1976 e o Doctorat d'État em 1984. Foi professor na Sorbonne de 1988 a 2000.
De 1989 a 1999, ele chefiou o Instituto Francês de Arqueologia Oriental no Cairo. Desde 1990, é diretor científico do Centro franco-egípcio para o estudo dos templos de Karnak. E ocupou a cadeira de egiptologia no Collège de France desde 2000. Desde 2014, ele ocupou o cargo de Secretário-Geral da Comissão Consultiva para Escavações Francesas no Exterior de Ministério das Relações Exteriores.

## Honras
- Prix Gaston Maspero (1987)
- Prix Diane Potier-Boes (1989)
- Comandante dos acadêmicos de Palmes
- Oficial da ordre national du Mérite
- Cavaleiro da Légion d'honneur
- Membro da Académie des inscriptions et belles-lettres (2006).
- Membro da Académie des sciences d'outre-mer (2016).
- Associado estrangeiro do Deutsches archäologisches Instituts, Berlim (1995).
- Membro do Institut d'Égypte (1994).
- Associado estrangeiro da Akademie der Wissenschaften, Wien (2007).

## Trabalhos
- Histoire de l'Égypte ancienne, Fayard, Paris, 1988, ISBN  2-213-02191-0 (inglês: A History of Ancient Egypt , Blackwell, 1992, ISBN 0631174729)
- Leçon inaugurale, faite le mardi 10 mars 2000, Collège de France, Chaire de civilization pharaonique, archéologie, philologie, histoire, Collège de France, Paris, 2000
- Leçon inaugurale, faite le mardi 24 de outubro de 2000, Collège de France, Paris, 2000.

## Ligação externa
- Página oficial no site do Collège de France (em francês).